# Csungcshon kogurjói király
Csungcshon (Jungcheon) vagy Csungjang (Jungyang) (224–270) az ókori Kogurjo (Goguryeo) állam tizenkettedik királya volt.

## Élete
Tongcshon (Dongcheon) király fiaként született 224-ben Jonbul (연불, 然弗, Yeonbul) néven. 248-ban követte apját a trónon, szinte azonnal el kellett fojtania öccsei lázadását.
259-ben megtámadta a Cao Vej (Cao Wei) serege, azonban ötezer fős lovas hadseregével sikerült őket visszavernie.
Életéről keveset tudni, feleségei kapcsán maradt fenn egy anekdota, mely szerint a király belehabarodott egy igen hosszú hajú, szépséges lányba Kvanna-pu (Gwanna-bu)ból, akit második feleségévé tett. A királyné és a második hitves rendkívüli módon féltékeny volt egymásra, minden adandó alkalmat kihasználva megpróbálták bemártani a másikat a király előtt. Egy alkalommal az asszony azzal vádolta meg a királynét, hogy az egy zsákban a tengerbe akarja őt dobatni, mire a király olyan mérges lett, hogy maga dobatta második feleségét a tengerbe. Az anekdota szerint emiatt az asszonytól született első fia nem örökölhette a trónt, így lett Szocshon (Seocheon) a koronaherceg.